# تپه بانیانبی
تپه بانیانبی مربوط به هزاره اول قم- سدهٔ ۸–۶ ه.ق است و در شهرستان ارومیه، بخش صومای برادوست، دهستان برادوست، ۱ کیلومتری روستای قره آغاج واقع شده و این اثر در تاریخ ۲۵ آبان ۱۳۸۷ با شمارهٔ ثبت ۲۳۶۰۴ به‌عنوان یکی از آثار ملی ایران به ثبت رسیده است.